# Lexy Kolker

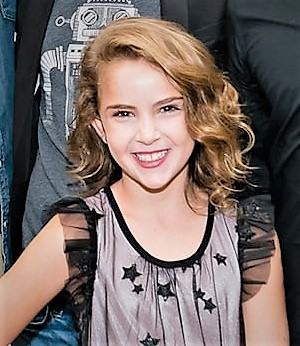
Lexy Kolker (2018)

Alexa „Lexi“ Rose Kolker (* 17. August 2009 in Los Angeles, Kalifornien) ist eine US-amerikanische Schauspielerin und ehemalige Kinderdarstellerin.

## Leben
Kolker wurde am 17. August 2009 in Los Angeles geboren. Sie ist marokkanischer, polnischer, ungarischer und russischer Abstammung. Sie ist die jüngste von vier Schwestern, ihre Schwester Ava Kolker ist ebenfalls Schauspielerin. Sie debütierte 2015 in einer Episode der Fernsehserie Criminal Minds als Schauspielerin. Von 2016 bis 2018 stellte sie in der Fernsehserie Shooter in 20 Episoden die Rolle der Mary Swagger dar. Von 2017 bis 2018 war sie in insgesamt acht Episoden der Fernsehserie Marvel’s Agents of S.H.I.E.L.D. in der Rolle der Robin Hinton zu sehen. 2018 übernahm sie die Hauptrolle der Chloe im Thriller Freaks – Sie sehen aus wie wir. Für ihre dortigen Leistungen wurde sie 2021 für den Saturn Award für den besten Nachwuchsschauspieler nominiert.

## Filmografie (Auswahl)
- 2015: Criminal Minds (Fernsehserie, Episode 11x08)
- 2016: Rachel Dratch's Late Night Snack (Fernsehserie, 1 Episode)
- 2016: FFC – Female Fight Club (Female Fight Club)
- 2016–2018: Shooter (Fernsehserie, 20 Episoden)
- 2017: Our Little Secret
- 2017: Searchers (Fernsehfilm)
- 2017–2018: Marvel’s Agents of S.H.I.E.L.D. (Fernsehserie, 6 Episoden)
- 2018: You
- 2018: Die kleine Meerjungfrau (The Little Mermaid)
- 2018: Freaks – Sie sehen aus wie wir (Freaks)
- 2019: The Case of Jonas Booker
- 2022: Off the Grid – Wie weit würdest du gehen? (Manifest West)
- 2022: Always & Forever (Kurzfilm)